# Чохральский, Ян
Ян Чохра́льский (пол. Jan Czochralski; 23 октября 1885, Кцыня — 22 апреля 1953, Познань) — польский химик, изобретатель широко известного в настоящее время метода выращивания монокристаллов из расплава путём вытягивания их вверх от свободной поверхности, названного впоследствии его именем.

## Биография
Ян Чохральский родился 23 октября 1885 в городе Кцыня, тогда Германская империя, в семье столяра. Примерно в 1900 году он перебрался в Берлин, где некоторое время работал в фармацевтической компании. Окончил Берлинский технический университет по специальности «химия металлов» и в 1907 году начал работать инженером в компании AEG.
В 1917 году Чохральский переехал во Франкфурт-на-Майне и основал исследовательскую лабораторию Metallbank und Metallurgische Gesellschaft, которую возглавлял вплоть до 1928 года. В 1919 он стал одним из основателей Немецкого общества наук о металлах (нем. Deutsche Gesellschaft für Metallkunde), в должности президента которого работал до 1925 года.
В 1928 году по приглашению президента Польши Игнация Мосцицкого Чохральский вернулся на родину и получил место профессора на химическом факультете Варшавского политехнического института. Во время Второй мировой войны он был в числе учёных, занимавшихся разработкой ручных гранат для Армии крайовой (букв. с пол. — «Отечественная армия»). После окончания войны его академическая карьера была прервана в связи с обвинениями в сотрудничестве с Германией, однако позже все обвинения были сняты. Последние годы жизни Чохральский провёл в своем родном городе Кцыня, где он руководил небольшой фирмой, производившей косметические и другие бытовые химические товары.

## Изобретение метода Чохральского
По некоторым сведениям, Чохральский изобрёл свой знаменитый метод в 1916 году, когда случайно уронил свою ручку в тигель с расплавленным оловом. Вытягивая ручку из тигля, он обнаружил, что вслед за металлическим пером тянется тонкая нить застывшего олова. Заменив перо ручки микроскопическим кусочком металла, Чохральский убедился, что образующаяся таким образом металлическая нить имеет монокристаллическую структуру.
В экспериментах, проведённых Чохральским, были получены монокристаллы размером около одного миллиметра в диаметре и до 150 см длиной. Чохральский изложил суть своего изобретения в статье «Новый метод измерения степени кристаллизации металлов», опубликованной в немецком журнале «Zeitschrift für Physikalische Chemie» (1918).